# Marcadora de paintball

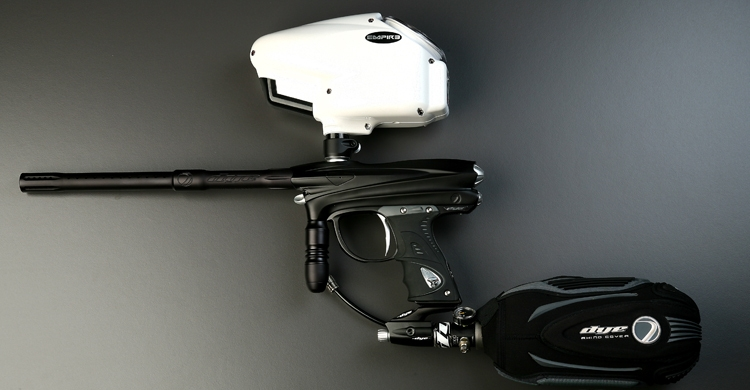
Pistola de Paintball.

Marcadora de Paintball, también conocida como Pistola de Paintball es la principal herramienta utilizada en el deporte del paintball. Se dividen en dos "categorías" de pista/competición y de bosque. Utilizan gases expansibles como el CO2 o el aire comprimido para propulsar las bolas de paintball a través del cañón. La mayoría de los jugadores utilizan el término "marcadora" en vez del de "pistola" para alejarse de las relaciones con el mundo militar. El término "marcadora" proviene de sus usos originales por parte de los rancheros para marcar árboles y ganado.
La velocidad máxima permitida de las bolas es de 300 fps (90 m/s). Cuando una bola impacta sobre el cuerpo a altas velocidades, tiene el potencial de causar daño. En cualquier caso, el daño causado depende de la velocidad de la bola, el ángulo de impacto, la calidad de la misma, y la parte del cuerpo sobre la que lo hace. Debido a este probabilidad de causar daños, los jugadores están obligados a llevar puesta una máscara que les proteja los ojos, boca y orejas mientras los dispositivos de bloqueo del cañón no estén colocados.
Una marcadora totalmente montada se compone de: cuerpo, cargador, botella y cañón.

## Cuerpo de la marcadora
Casi todas las funciones de la marcadora están integradas en el cuerpo de la misma, el cual contiene los principales componentes del mecanismo de disparo: gatillo (puño), frame, bolt y válvula. Casi todas las marcadoras están hechas de aluminio, para reducir su peso, además de tener fresados en el cuerpo y colores anodizados.

### Diseño externo
La principal diferencia de diseño entre unas marcadoras y otras reside en el puño y en la posición del cañón. Las mejores marcas de diseñadores procuran colocar el gatillo ligeremante adelantado con respecto al centro de la marcadora, en las diseñadas específicamente para speedball. Esto permite que la botella (HPA) este colocada en una posición compactada y en equilibrio sin tener que añadirle ninguna modificación a la marcadora.
Muchas marcadoras montan el cañón más adentro de la marcadora, de forma que se consigue un perfil más compacto, sacrificando la posición adelantada del frame del gatillo.

### Frame del gatillo
El gatillo es la herramienta principal de interacción entre el jugador y la marcadora. La cantidad de fuerza requerida para disparar la marcadora, el desplazamiento realizado por el gatillo hasta que este actúa (conocido como recorrido) junto con la habilidad del propio jugador, le da la capacidad para alcanzar altas tasas de disparo. Muchas marcadoras, especialmente las de gama media/alta, utilizan frames electrónicos con gran variedad de sensores, incluyendo: microswitches, sensores de "efecto Hall" y ojos infrarrojos que previenen la ruptura de bolas dentro de la marcadora. Estos gatillos, tienen recorridos muy cortos, son suaves y sensibles y pueden llegar a utilizar imanes. Las marcadoras no electrónicas utilizan sistemas neumáticos para conseguir reducir el recorrido de su gatillo.
El gatillo de las marcadoras no electrónicas utiliza un sistema de muelles y palancas para accionar un sear, que propulsa el hammer hacia delante. En las electrónicas, el frame del gatillo almacena los componentes electrónicos que accionan el solenoide, así como los sistemas de detección de bola.

### Bolt y montaje de la válvula
La unión entre el bolt y la válvula es el mecanismo que dispara la marcadora. La válvula es un switch mecánico que controla cuando se dispara y cuando no, mientras que el bolt dirige la salida del aire y regula el paso de bolas al cuerpo. El bolt y la válvula pueden ser componentes separados (pin-valve o popped-valve), pero si están integrados en la misma pieza, se dice que la marcadora es una spool-valve.
Muchas marcadoras modernas tienen un diseño de bolt abierto. Esto quiere decir que cuando la marcadora está lista para disparar el bolt se encuentra en una posición atrasada, de forma que no es visible desde el feed de la marcadora. Mientras que en las de bolt cerrado ocurre lo contrario, el bolt se encuentra adelantado y sí es visible desde el feed. Anteriormente se creía que la marcadoras de bolt cerrado eran más precisas que las de bolt abierto debido a que no hay una reproicidad de masas cuando la marcadora dispara. Pese a ello, tests recientes han desvelado que el tipo de bolt influye de forma poco notoria sobre la precisión de la marcadora.

### Bolt y válvula en marcadoras mecánicas
La mayoría de las marcadoras mecánicas utilizan un simple sistema de blowback diseñado para usar un sistema popped-valve, la cual está abierta cuando una fuerza de compresión actúa sobre ella, en este caso la empuje del hammer propulsado por un muelle. Este tipo de marcadoras utilizan un sistema de "stacked tube" (apilado de tubos) en el cual el hammer y la válvula se sitúan en el tubo inferior, mientras que el bolt (conectado al hammer) se sitúa en el superior.
Cuando el hammer es echado hacia atrás, el muelle interno se comprime, ejerciendo una fuerza potencial sobre el hammer. Cuando el hammer y el muelle se encuentran comprimidos hacia atrás, son sujetados por una pieza de metal llamada sear. El sear mantiene el hammer en su sitio listo para liberarlo cuando sea "deprimido". Al presionar el gatillo, el sear se deprime y suelta el hammer, que se ve empujado por el muelle hacia delante. El hammer, en su recorrido hacia delante, abre la válvula de forma que la cámara interna de la marcadora se llena de aire, el cual acabará en el bolt, que impulsará la bola a lo largo del cañón. Los gases restantes, empujarán de nuevo el hammer hacia detrás hasta que sea vuelto a sujetar por el sear, listo para volver a iniciar el disparo.
Cuando la presión de aire residual tras el disparo baja por debajo de un mínimo, el hammer no llega a engancharse al sear, por lo que vuelve hacia delante y ejecuta un nuevo disparo sin haber pulsado el gatillo.
Las poppet-valves son fáciles de cambiar y de mantener, pero por le contrario necesitan altas presiones de aire para funcionar por lo que la vibración es mayor y por consiguiente se reduce la precisión. Las marcadoras accionadas mediante un hammer, tienen un ligero retraso respecto a las que son totalmente electrónicas
Algunas marcadoras son un híbrido entre la mecánicas y las electrínicas. En ellas, el hammer y el muelle siguen accionando la válvula pero el hammer es accionado por un solenoide en un frame electrónico.

### Bolt y válvula en marcadoras electrónicas
En vez de la utilizacioón del muelle y el hammer para activar la válvula y accionar el ciclo del bolt en las marcadorás mecánicas, las electrónicas utilizan un sistema de redirección del aire alojado en la marcadora hacia diferentes sitios de la misma. Esta redirección del aire en el interior de la marcadora la realiza el solenoide, el cual es activado por el gatillo. Los dos tipos de bolt y mecanismos de válvula en las marcadoras electrónicas son poppet-valve y spool-valve (ambos mencionados anteriormente).
Poppet-Valve: las marcadoras basadas en este sistema son muy similares a las mecánicas de blowback. Poseen un sistema de stacked tube construido alrededor de la poppet-valve, la cual está abierta cuando se ejerce presión sobre ella. Mientras que las mecánicas producen la fuerza con ayuda de un hammer propulsado por un muelle, la válvula en las marcadoras poppet es accionada por una ram neumática. El bolt, está conectado a la ram. Las marcadoras basadas en el sistema poppet-valve, tienen los mismos inconvenientes que las marcadoras mecánicas: vibración, reproicidad de masas etc. Por otro lado, tienen un consumo de aire menor que las spool-valve, ya que utilizan la cantidad precisa de aire para disparar la marcadora. Ejemplos de marcadoras que utilizan este sistema son: WDP Angel, Planet Eclipse Ego y Bob Long Intimidator.
Spool-valve: en estas, el bolt actúa también como válvula, lo cual elimina la necesidad de utilizar el sistema de stacled tubes y por ello tienen un perfil más compacto. En vez del ciclo del hammer o del golpe de la ram a un pin, las spool-valve controlan el movimiento del bolt con un sistema mediante el cual se dirige el aire hacia una cámara situada delante o detrás (dependerá del modelo) del bolt. Esta cámara contiene el aire necesario para disparar la marcadora.

## Cargadores
Los cargadores almacenan las bolas que la marcadora necesita para disparar. Los principales tipos son de gravedad, y electrónicos. Existe otro tipo llamado "stik feed" que consiste en un tubo hueco donde se almacenan de 10 a 20 bolas aproximadamente, pero no se consideran cargadores propiamente dichos.
Gravedad: son los cargadores más sencillos y baratos. Consisten en un contenedor, usualmente con forma de riñón, que tiene un tubo en la parte inferior que lo conecta con el feed de la marcadora. Las bolas caen por gravedad. El problema de estos cargadores es que si se llenan en exceso pueden llegar a atascarse por el propio peso que ejercen unas bolas sobre otras. Además, tienen una tasa de bps (bolas por segundo) muy pobre (sin superar las 5-6 bps) por lo que al utilizarlos con marcadoras electrónicas haremos disparos en vacío o no dispararemos si nuestra marcadora dispone de ojos.
Electrónicos: estos cargadores tienen un "ventilador" en su parte inferior, el cual impide que las bolas se atasquen. Funcionan con pilas. Se pueden distinguir dos tipos de cargadores electrónicos: los que agitan y los que empujan.
Los que agitan se limitan a remover las bolas en el interior del cargador para evitar que estas se atasquen y facilitar la entrada en el feed de la marcadora. El cargador Cyclone de la marca Tippmann, utiliza los gases residuales de cada disparo para mover las aspas y agitar las bolas de su interior.
Los que empujan están compuestos por aspas que recogen las bolas y las obligan a entrar en el feed. Suelen estar compuestos por más de un nivel de aspas.
Los cargadores pueden llevar o no ojos. Los ojos están compuestos por un LED y un fotoreceptor, ambos colocados en el cuello del cargador. Cuando una bola interrumpe el contacto del LED con el receptor, el cargador deja de suministrar bolas, de forma que se evita un consumo innecesario de batería y a la vez no se fuerza a una bola con otra (ocasionando riesgo de rotura).

## Sistemas de propulsión
La botella contiene gases en compresión, los cuales son utilizados para impulsar la bola a lo largo del cañón. Suelen llenarse CO2 o HPA (High Pressure Air). Debido a la inestabilidad del CO2, el HPA es necesario si se quiere mantener una velocidad constante en la salida de las bolas. Otros métodos de propulsión requieren la combustiónnde pequeñas cantidades de propano.

### Dióxido de Carbono CO2
Es muy común su utilización en marcadoras baratas y de gama baja. Se puede encontrar en cápsulas de 12g, que suelen usarse en pistolas de paintball: TPX, Tiberius... (que no marcadoras). La capacidad de una botella de CO2 se mide en onzas de líquido, y se llena con CO2 líquido, a temperatura ambiente el gas tiene una presión de 800 psi. El CO2 debe ser vaporizado en forma de gas antes de ser utilizado, lo cual causa problemas en cuanto a mantener constante la velocidad de las bolas. Un clima frío puede hacer que entre CO2 sin volatilizar (líquido) dentro de la marcadora, suponiendo un daño para los componentes internos de la misma.

### High Pressure Air (HPA)
La botella se llena con HPA o Nitrógeno a muy altas presiones, normalmente 3000-4500 psi (entre 200 y 300 atmósferas). La salida del gas está regulada por un presset que une la botella a la marcadora. El presset deja salir el aire a una presión de entre 250 y 850 psi. Dependiendo del tipo de marcadora que tengamos nos hará falta un presset de alta presión o uno de baja. La ventaja del HPA sobre el CO2 es la salida a presión y temperatura estable, mientras que el CO2 lo hace con cambios de presión (lo cual produce una reducción de la precisión). Además, disparar de forma continuada con CO2 puede producir la congelación de algunas partes internas de la marcadora. 
Una botella de 68 ci a 4500 psi de presión habilita al jugador para realizar entre 800 y 1100 disparos, dependiendo del tipo de marcadora y de su regulación.
Las botellas de aire son más caras que sus homónimas de CO2, pues han de soportar altas presiones. Están hechas de acero, aluminio o fibra de cabono/kevlar, siendo esta última la más cara y la más ligera. La mayoría de los jugadores con marcadoras electrónicas utilizan el aire comprimido, ya que si algo de CO2 entrara en el solenoide de la marcadora esta podría sufrir daños.
Los jugadores están advertidos de que no se debe colocar ningún tipo de lubricante en el "fill nipple" de la botella, ya que los componentes derivados del petróleo combustionan si son sometidos a altas presiones, como un motor diésel.

### Regulación de los gases
Las marcadoras pasaron de comenzar con nulas opciones de regulación, a convertirse en sistemas completamente configurables gracias a la colocación de reguladores en distintas partes de la misma, así como en la botella.
Los sistemas de regulación afectan tanto a la precisión como a la velocidad de salida del disparo. Los reguladores de CO2, previenen también que no entre CO2 en estado líquido dentro de la marcadora, ya que al expandirse dentro de ella podría provocar daños internos, así como una súbita subida de la velocidad de salida de las bolas. Por un lado, los reguladores de CO2 sacrifican algo de precisión para asegurarse de que la marcadora opera dentro de unos límites de seguridad, mientras que los de aire comprimido se centran en mantener la presión uniforme entre cada disparo para mantener la precisión durante altas tasas de disparo.
Las marcadoras de competición suelen constar de dos reguladores, además de un tercero situado en la botella, cada uno con una función determinada.
Regulador de botella: reduce la presión de la botella (3000-4500 psi) hasta una presión soportable por la marcadora (250-800 psi).
Reguladores de la marcadora: consta de tres. El primero sirve para reducir la presión de entrada a la marcadora a una presión óptima para el disparo, la cual, al ser menor, permite mantener una presión de disparo estable. Seguidamente, el aire se envía al segundo regulador donde se regula la presión final de salida. Esta presión puede estar entre 800 psi (marcadoras de CO2 completamente no regulables) hasta 150 psi (marcadoras de presión extremadamente baja). Una vez la presión de disparo está decidida, los gases residuales se hacen pasar por otro regulador para realizar otras funciones tales como el movimiento de retorno del bolt.

## Cañones
El cañón de la marcadora es el encargado de dirigirla bola y controla la liberación de la bolsa de aire que va justo detrás de la misma. Existen cañones de calibres variados para adaptarse a los diferentes tamaños de bola 0.681-0.690, asdemás de contar con multitud de longitudes y estilos. El cañón, debe de tener una rosca compatible con la marcadora, siendo las más comunes: Angel, Autococker, Impulse / Ion, Shocker, Spyder y Tippmann. Los cañones se dividen en:
Una pieza: se fabrican con una única pieza, habitualmente de aluminio o acero inoxidable. Son los más baratos y fáciles de producir, pero si se necesita un calibre diferente para ajustar la bola, es necesario comprar uno diferente. Además, al estar hechos de una sola pieza las desventajas de durabilidad o peso no pueden ser mitigadas.
Dos piezas: constan de dos piezas el front (parte delantera) y el back (parte trasera). Ambas piezas se enroscan entre ellas y posteriormente a la marcadora. La parte trasera se une al cuerpo de la marcadora y se utiliza para ajustar el calibre del interior del cañón al de la bola. Por otro lado, el front constituye el resto del cañón y suele tener un diámetro superior al del back. El hecho de ser un cañón de dos piezas, permite ajustar el calibre de la bola sin tener que comprar uno nuevo.
Tres piezas: constan de tres piezas: back, front e inserts. En este caso, la función de ajustar el calibre la realizan los inserts. Un insert es un fino cilindro que se inserta dentro del back para ampliar o reducir su diámetro y, de este modo, ajustar el calibre de la bola. Con la utilización de los inserts conseguimos que poder ajustar todos los calibres sin necesidad de comprar más de un back y un front.

## Modos de disparo y gatillo
Desde la llegada de los sistemas semiautomáticos de disparo en las marcadoras en la década de 1990, las normas de competición han especificado que las marcadoras deben ser única y exclusivamente semiautomáticas, y que sólo una bola puede ser disparada por cada pulsación del gatillo. Si bien se trataba de una definición perfectamente clara cuando los marcadores se basaban en diseños mecánicos y neumáticos, la introducción de marcadoras de control electrónico en a finales de la década de 1990 significó que la tecnología había superado la regla. Las Marcadoras electrónicas suelen estar controladas por un microcontrolador programable, en el que cualquier software puede ser instalado. Por ejemplo, el software puede permitir que la marcadora dispare más de una vez por pulsación de gatillo, llamado ramping.
Velocidad de ramping es un modo de disparo electrónico donde la cadencia se mantiene a un ritmo constante, totalmente automático, activado durante el tiempo que el jugador mantenga una baja tasa de pulsaciones de gatillo por segundo.

### Acción Corredera
Las marcadoras correderas, también llamadas de pompa han de ser amartilladas manualmente después de cada disparo, de forma parecida a una escopeta corredera.

### Semiautomáticas
Las marcadoras semiautomáticas utilizan una variedad de diseños para ciclar automáticamente el bolt y cargar de nuevo una bola en la cámara con cada presión del gatillo. Esto hace que el jugador no tenga que hacerlo de forma manual y, por consiguiente, aumenta notablemente su tasa de disparo. El modo de disparo semiautomático es viable tanto en marcadoras mecánicas como electrónicas. Una frame de activación electrónica tiene un gatillo más ligero y dispone de menos espacio entre el gatillo y su punto de presión, permitiendo que el jugador dispare a altas tasas de disparo. 
Debido a la popularidad de los frames electrónicos y su capacidad para aumentar notablemente las tasas de disparo de los jugadores, las ligas y los torneos comenzaron a limitar el número de bps (bolas por segundo) permitidos. Esots límites son conocidos como capar; los torneos suelen capar los bps entre 10 y 15. Si se llega a este límite, la marcadora evitará que una bola sea disparada si ha pasado menos de un cierto tiempo después del último disparo. Si una pulsación ocurre antes de que este lapso de tiempo haya transcurrido, el disparo se pone en "cola", y la marcadora lo efectuará de nuevo después de la demora, pero la mayoría de la marcadoras limitan el número de disparos que se pueden poner "en cola" para evitar que siga disparando varios tiros después de que el gatillo fuera apretado por última vez.

### Automáticas oFull auto
Las marcadoras totalmente automáticas disparan de forma ininterrumpida mientras el gatillo se encuentra presionado. La Tippmann SMG 60 fue la primera marcadora completamente automática. La mayoría de marcadoras electroneumáticas disponen de este modo. El modo totalmente automático se puede añadir a cualquier marcadora electroneumática mediante la instalación de una placa lógica personalizada, o la compra de un frame electrónico completamente nuevo.
De manera similar, las marcadoras pueden ser equipadas con los modos de ráfaga. Que van desde tres a nueve ráfagas de disparos, estos modos permiten al jugador realizar precisos disparos con una pulsación rápida de gatillo, utilizando más de una bola para aumentar sus posibilidades de dar en el blanco. En el modo de ráfaga, la velocidad de disparo puede ser igual a la del modo automático.

### Ramping
El modo de ramping es una característica de algunos marcadoras electrónicos que cambia automáticamente el modo de fuego semiautomático al full auto bajo determinadas condiciones, normalmente tras alcanzar un mínimo de bps y mantenerlas de forma constante.
La mayoría de ligas permiten un ramping específico para evitar problemas, y para proporcionar una mayor igualdad de condiciones con respecto a la habilidad técnica y calidad de la marcadora ( así como el precio de la misma). La norma especifica una tasa de bps mínima en modo semiautomático antes de que el ramping se active. En el momento en el que todos los jugadores utilizan un rampíng estándar, aquellos que utilizan un modo diferente son fácilmente detectables. 
La velocidad de disparo es impuesta por un "PACT" timer, un dispositivo estándar de distribución de armas de fuego que mide el tiempo entre disparos. A continuación se muestran los modos más comunes de ramping permitidos en algunas ligas:
- PSP Ramping: el ramping salta a los 3 disparos, y el jugador debe mantener una tasa de al menos 1bps para que el ramping se mantenga. A partir de entonces, la marcadora se habilita para disparar hasta (y no más)de 3bps por pulsación de gatillo. El índice de bps no puede exceder 12,5 bolas por segundo (a partir de 2011), incluso si el jugador aprieta el gatillo cinco veces por segundo o más rápido.

- NXL Ramping: el ramping comienza después de 3 disparos; a partir de entonces, el jugador solo necesita mantener pulsado la marcadora para mantener el modo full auto.La tasa de bps no puede exceder de 15 y los disparos deben cesar de forma inmediata en el momento en el que el gatillo deje de estar presionado.

- Millennium Ramping: en este caso, el ramping se activa después de 6 disparos a una tasa de bps mínima de 7.5; una vez hecho esto, el jugador debe mantener dicha tasa de bps para que el ramping siga activo. La tasa de bps, una vez activado el ramping, no debe ser superior a 10.5 y una vez el jugador deja de presionar el gatillo, solo una bola extra puede ser disparada por la marcadora.

- Datos: Q2369442
- Multimedia: Paintball guns / Q2369442